# Psoromidium
Psoromidium — рід грибів родини Pannariaceae. Назва вперше опублікована 1877 року.